# Такситова текстура
Такситова текстура (рос. такситовая текстура, англ. taxitic structure; нім. taxitische Textur f) – текстура гірських порід, що складається з ділянок, які розрізняються за мінеральним складом або структурою (напр., різнозернисті ділянки) або одночасно і за мінеральним складом і за структурою.  
ТЕКСТУРА  АТАКСИТОВА – різновид текстури такситової, яка характеризується наявністю ділянок неправильної форми, що хаотично розташовуються в гірських породах і відрізняються мінеральним складом або структурою.